# Keira Walsh
Keira Fae Keira (nascida em 8 de abril de 1997) é uma futebolista profissional inglesa que atua como meio-campista no Barcelona, clube da Liga F, e na seleção feminina da Inglaterra. Ela é considerada tanto uma playmaker quanto uma meio-campo. Ela já jogou pelo Blackburn Rovers e pelo Manchester City, e pela Grã-Bretanha nas Olimpíadas. Com o Manchester City, ela liderou a Superliga Feminina em 2016; ganhou a FA Cup três vezes; e venceu a Copa da Liga quatro vezes, conquistando uma tríplice coroa. No Barcelona, ela venceu o campeonato, a Supercopa e a Liga dos Campeões em sua primeira temporada. Ela fez parte da seleção da Inglaterra que venceu a Euro 2022 e foi eleita a melhor jogadora da final.
Keira Walsh se tornou titular regular do City ainda adolescente durante a campanha de 2014, desempenhando um papel fundamental em ajudar o time a garantir sua primeira Copa da Liga. Ela permaneceu no time por nove temporadas (em oito anos), capitaneando-as brevemente várias vezes, e em março de 2022 se tornou a segunda jogadora a chegar a 200 partidas pelo time; quando ela saiu para ingressar no Barcelona no final daquele ano, ela detinha conjuntamente o recorde do City em número de jogos e estabeleceu um novo recorde mundial para uma jogadora de futebol.
Ela representou a Inglaterra em suas seleções de faixa etária desde os doze anos, antes de fazer sua estreia sênior em 2017, nas eliminatórias para a Copa do Mundo Feminina da FIFA 2019, e começar como capitã em uma partida um ano depois. Ela disputou três grandes torneios com a Inglaterra: a Copa do Mundo de 2019, em que ficou em quarto lugar, o Euro de 2022, que ganhou, e a Copa do Mundo de 2023, em que terminou como vice-campeã. Com a Grã-Bretanha, ela competiu nos Jogos Olímpicos de Verão de 2020. Foi eleita para a Seleção do Torneio da Euro 2022 e é considerada uma das melhores meio-campistas do mundo. 

## Primeiros anos
Keira Fae Keira nasceu em 8 de abril de 1997, em Rochdale (Inglaterra), filha de Peter e Tracy Keira, e foi criada pelos Peninos em Syke, um subúrbio rural da cidade. Aqui ela praticou futebol com o pai no campo em frente à casa deles desde os cinco anos de idade. Ela jogou nos times masculinos locais Pearson Juniors sub-7 e depois no Samba Stars - ambos treinados pelo pai de sua melhor amiga da escola primária, que inicialmente a levou junto - até completar onze anos.
Keira Walsh estudou na Haslingden High School e na Bacup and Rawtenstall Grammar School Sixth Form, ambas em Rossendale; A Haslingden High School tinha times de futebol feminino já para as classes mais novas, nos quais Keira jogou. Ela ingressou no Manchester City, time para o qual ela e sua família torcem, em julho de 2014, quando tinha dezessete anos. O City a enviou para o St Bede's College, em Manchester, para terminar seus A-Levels (estudos escolares) enquanto ela treinava e jogava com eles. A futura companheira de equipe Georgia Stanway também frequentaria o St Bede's.
Embora seja uma torcedora dedicada do Manchester City, tendo peixes de estimação com os nomes de Shaun Goater e Nicolas Anelka, Keira se inspirou quando criança no futebol espanhol, em parte devido a ter família na Espanha e jogar frequentemente no país quando os visitava, e porque seu pai a incentivou a assistir ao jogo do Barcelona. Ela também apoiou brevemente o Arsenal, por ser torcedora de Cesc Fàbregas, até ver David Silva, seu jogadora favorito, no City.
Em 2008, aos onze anos, Keira Walsh foi nomeada a Jovem Esportiva do Ano na Grande Manchester. O prêmio foi principalmente por suas conquistas no badminton: ela foi classificada como número 1 no condado no badminton sub-13 entre 2007 e 2009, tendo praticado o esporte desde os nove anos representando Rochdale, embora ela o tenha descrito como seu "segundo esporte". Em 2022, ela ainda jogava badminton fora da temporada do futebol "como forma de se manter em forma". Em 2008, ela também jogou críquete pelo Lancashire, representou Rochdale na natação e no netball e jogou futebol no Blackburn Rovers Girls' Center of Excellence. Onze jogadoras do Blackburn Rovers foram incluídos no time de futebol americano Lancashire Schoolgirls de 2013, incluindo Keira Walsh, que foi a capitã do time. Ela jogou por eles em 2012 e 2013, pelo Campeonato dos Condados do Norte e pela Copa do Condado da Associação de Futebol das Escolas Inglesas (ESFA). Em ambos os anos conquistou o Campeonato Norte e foi vice-campeã da Taça ESFA.

## Carreira em clubes

### Blackburn Rovers

#### Juventude, 2008–14
Procurando uma maneira de continuar jogando futebol quando não pudesse mais jogar com meninos, Keira Walsh frequentou um Centro de Habilidades da Football Association (FA) com sede na Kingsway Park High School aos onze anos de idade, onde foi treinada por Fara Willians. Ela então foi para os testes no Centro de Excelência Feminina do Blackburn Rovers, indicada por seu treinador de infância e incentivada por boas atuações no Centro de Habilidades, e juntou-se a eles em 2008. Ela jogou pelo Blackburn Rovers em suas equipes de faixa etária de sub-12 a sub-17. Embora ela tenha começado a jogar como lateral-esquerda destra e depois como zagueira, ela se mudou para o meio-campo central em Blackburn, quando um novo técnico entrou para o time sub-14 e sugeriu que ela tentasse a posição.
Com as equipes juvenis do Blackburn, e apesar de jogar na defesa e no meio-campo, Keira foi uma artilheira prolífica, marcando quatro gols em seis jogos em seu primeiro ano no clube. Ela jogou pela equipe sub-17 na final da FA Girls' Youth Cup de 2013 contra o Arsenal, perdendo por pouco o gol inicial, com o Blackburn eventualmente perdendo a partida. Na temporada 2013-14, Keira disputou (e foi titular) onze partidas pelo time sub-17 do Blackburn Rovers, marcando dez gols, tendo terminado como artilheira; nas quartas de final da FA Youth Cup de 2014 contra o Sunderland, ela marcou três gols em treze minutos.

#### Sênior, 2013–14
Em fevereiro de 2014, quando ela tinha dezesseis anos, Keira Walsh assinou com o time principal do Blackburn Rovers até o final da temporada, estreando como reserva pós-intervalo quatro dias depois. O clube teve um péssimo início de campeonato naquela temporada, e a contratação de Keira foi considerada a chave para manter sua posição. Ainda envolvida com o time sub-17, Keira disputou nove partidas da FA Women's Northern Premier League pelo time titular, marcando três gols, incluindo o gol do time na temporada - um segundo gol "impressionante" contra Derby County em março, que tirou o Blackburn do rebaixamento. Ela também jogou pelo time na final da Lancashire Women's Challenge Cup, considerada a melhor jogadora da partida, apesar da derrota do time, e na quarta rodada da FA Women's Cup. Ela deixou os times juvenis e seniores do Blackburn Rovers em 2014, ganhando um Prêmio de Contribuição por seis temporadas com eles.

### Manchester City

#### 2014
Keira Walsh começou a tentar ingressar em um time da Super League Feminina (WSL) logo depois de completar dezessete anos, quando ainda jogava no time sub-17 do Blackburn Rovers. Ela recebeu uma oferta de vaga no time de desenvolvimento do Everton sem fazer testes e planejava ingressar, apesar do Manchester City, clube pelo qual torce, estar se preparando para entrar na WSL e realizando testes. A mãe de Keira a incentivou a participar dos testes para o time de desenvolvimento do City em julho de 2014; antes do término da sessão, o técnico do time principal, Nick Cushing, que havia ido como observador, pediu para contratá-la para o time principal como meio-campista criadora de jogo. Cushing diria mais tarde que Keira tem "o melhor cérebro futebolístico" dentre as jogadoras que treinou, acrescentando que "alguns jogadoras são quase tocados por Deus". Em resposta, Keira Walsh desviou os elogios, dizendo que o estilo de treinamento de Cushing beneficia os jogadoras técnicos e táticos.
Dez dias após os testes do City, em julho de 2014, Keira fez sua estreia sênior pelo Manchester City como reserva na vitória por 1 a 0 sobre o Notts County. Jovem demais para um contrato profissional, ela treinou oficialmente com o time de desenvolvimento, para o qual nunca apareceu; no final da temporada de 2014, ela regularmente ocupava uma posição inicial no time titular. Ela também foi importante no time do City que conquistou a Copa da Liga de 2014, começando na final. Como não esperava jogar, ela inicialmente disse aos pais para não viajarem para assistir ao jogo; ela disse mais tarde que Cushing depositou sua fé nela o que a levou a uma carreira de sucesso, pois a ajudou a acreditar em si mesma. Ela teve um desempenho particularmente bom na partida, tirando a lenda inglesa Kelly Smith do jogo e "deixando o mundo do futebol intrigado" pelo talento desconhecido.

#### 2015
Em junho de 2015, Keira assinou seu primeiro contrato profissional com o clube, até o final de 2017, embora não tenha jogado grande parte deste ano devido a uma lesão. O Manchester City a adicionou à equipe da Copa da Liga de 2015 em agosto, mas a FA "pode ter" perdido os documentos de registro para a mudança, fazendo com que o City fosse brevemente suspenso por contratar uma jogadora não registrada antes que o assunto fosse resolvido. As quartas de final do time contra o Arsenal, perdida pelo City, foram adiadas devido à investigação. O City ainda ficou em segundo lugar na liga em 2015, o que também lhes permitiu disputar a Liga dos Campeões no ano seguinte. Como parte crucial de seus planos para o City desde o início, Cushing começou a construir a equipe em torno de Keira Walsh e fez dela uma de suas vice-capitãs.

#### 2016
O time estava invicto na campanha do campeonato de 2016; Keira Walsh se machucou novamente no início da temporada, mas voltou ao time e, em setembro, foi descrita como sua "heroína anônima" aos 90 minutos. Depois de estar invicto, o City venceu a liga em setembro com um jogo do fim, que Keira descreveu como "despretensioso" e "fundamental" em seu sucesso. Em outubro, conquistou a copa da liga de 2016 pela dobradinha nacional. Keira foi eleita a melhor jogadora em campo na primeira partida do City na Liga dos Campeões, uma vitória por 2 a 0 sobre o Zvezda Perm. Um mês depois, em 9 de novembro de 2016, ela marcou seu primeiro gol pelo City, um chute de longa distância de fora da área, na vitória por 1 a 0 sobre o Brøndby IF na primeira mão das oitavas de final da Liga dos Campeões. Dois dias depois, ela estendeu seu contrato até 2020. Para a temporada 2015-16, Keira foi indicada para o prêmio de Jovem Jogadora do Ano da Professional Footballers' Association (PFA). Ela veria mais indicações para este prêmio todos os anos até a temporada 2018-19 inclusive.

#### 2017
Com o Manchester City, Keira Walsh conquistou todos os três títulos nacionais femininos durante o que seria uma temporada regular de 2016–17 (FA WSL 2016, WSL Cup 2016, FA Women's Cup 2016–17 ). A WSL realizou temporadas anuais até 2017, encurtando a temporada na primavera para iniciar uma nova no outono que correspondesse aos cronogramas europeus. Para a final da Copa FA Feminina de 2017, na qual o City derrotou o Birmingham por 4 a 1, Keira Walsh (que não estava entre as artilheiras) foi eleita a melhor jogadora da partida, dizendo apenas que "foi um verdadeiro esforço de equipe" e que foi especial ganhar um troféu em Wembley. Cushing e a capitã Steph Houghton elogiaram o desempenho e a maturidade de Keira Walsh. O City foi o primeiro time a conquistar todos os três troféus nacionais femininos da Inglaterra ao mesmo tempo, mas teve outro título negado pelo Chelsea, que venceu a liga interina (conhecida como Spring Series) e deixou o City em segundo lugar em uma disputa acirrada decidida no último dia.

#### 2017–18
Durante a pré-temporada de verão da temporada 2017-18, Keira Walsh foi capitã do time, algo que ela também fez no final da temporada. No final de 2017, contabilizando também a temporada anterior, Keira foi listada no número 98 da lista As 100 Melhores Jogadoras de Futebol Femininas do Mundo pelo The Offside Rule / The Guardian. Em 2018, Keira foi indicada para o prêmio de Jogadora Feminina do Ano da FWA e para o Prêmio de Jogadora Feminina do Ano da FSF, e foi a única Jogadora Jovem do Ano da PFA indicada em uma seleção internacional sênior – ela foi a segunda colocada neste prêmio.

#### 2018–19
No início da temporada 2018-19, Keira Walsh foi capitã do City na partida fora de casa das oitavas de final da Liga dos Campeões contra o Atlético Madrid, empatando em 1 a 1 quando os gols fora de casa eram uma vantagem. O City perdeu o jogo de volta por 0-2 e foi eliminado nas oitavas de final pela primeira vez, o início de um padrão de cinco temporadas de saída da Liga dos Campeões pela oposição espanhola, que ajudou a estimular Keira a deixar o clube (para a Espanha) em 2022. Em outubro de 2018, embora o Manchester City não tivesse tido resultados ruins na liga, era considerado em queda; a especialista Rachel Brown-Finnis atribuiu isso ao fato de o time ter se tornado previsível para melhorar os times adversários em sua dependência de jogar na defesa por meio de Keira, apesar da eficácia dessa tática.
No final dos acréscimos durante a vitória do City por 3 a 0 sobre o Liverpool em novembro de 2018 - na qual Keira Walsh deu a assistência para o único gol aberto e acertou vários chutes a gol (todos defendidos) - Rinsola Babajide, do Liverpool, fez um desarme duro que derrubou Keira, que ficou caída com dores antes de ser retirada de maca e de o jogo terminar. Após temores iniciais de uma perna quebrada, a avaliação confirmou que ela sofreu apenas uma pequena lesão no joelho. Ela foi eleita a melhor jogadora em campo pelo clube de torcedores oficial do City, tendo estado na lista antes da lesão. Em 2 de dezembro de 2018, Keira se tornou a sexta jogadora do City a fazer 100 partidas pelo time; na partida, ela deu um "glorioso passe de 60 jardas" para marcar o segundo gol do City na vitória por 2 a 0 que estendeu a invencibilidade da temporada e encerrou a sequência de vitórias do Arsenal. Ela terminou 2018 servindo como capitã.
Depois de ter sido eliminado da FA Cup nas semifinais em 2018, o City recuperou o troféu em 2019, derrotando o West Ham na final por 3-0, com Keira marcando o gol de abertura. Eles conquistaram a dobradinha nacional, tendo também vencido a Copa da Liga, sem perder nenhuma partida em casa antes do último jogo contra o Arsenal. Em abril de 2019, Keira foi indicada para os prêmios de Jogadora Jovem Feminina do Ano e Jogadora Feminina do Ano da PFA. Em setembro de 2019, também contabilizando a temporada internacional, Keira foi selecionada para o time dos sonhos FIFA FIFPRO The Best Women's World 11, a única meio-campista inglesa a fazê-lo. No final do ano, ela ficou em nono lugar (com Jennifer Hermoso) no ranking da Federação Internacional de História e Estatística do Futebol (IFFHS) de Melhor Playmaker do Mundo Feminino.

#### 2019–20
Com dúvidas sobre sua carreira após as críticas na Copa do Mundo Feminina da FIFA 2019, Keira Walsh não queria jogar futebol na Inglaterra, pensando que não era o que os torcedores nacionais queriam ver em uma meia-defensiva. Antes da temporada 2019–20, ela entregou um pedido de transferência em meio a interesses de Lyon e Atlético Madrid. Em 29 de julho, ela retirou o seu pedido de transferência; Cushing a convenceu a ficar, encorajando-a e brincando que ele se vestiria como Pep Guardiola, um dos ídolos de Keira, para ser mais parecido com ele. Cushing disse que Keira Walsh era parte integrante do sistema do City e era imperativo que o clube a mantivesse, enquanto se adaptava a outras transferências. Ele enfatizou novamente a importância de Keira para o time depois que ela marcou um gol de longe e criou a oportunidade para o segundo gol em uma partida de outubro de 2019 que os viu derrotar o Birmingham por 3-0.
Durante um derby de Manchester na Copa da Liga em 20 de outubro de 2019, Keira recebeu cartão vermelho direto por uma entrada em Kirsty Hanson, do Manchester United. O City perdeu por 0–2, com Keira refletindo mais tarde que sua conduta veio de ser uma fã de seu time e frustrada porque seus rivais estavam vencendo, e que desde então ela passou a praticar mais controle sobre seu apoio do que exibiu na partida. Nessa época, dizia-se que as habilidades de Keira estavam amadurecendo. Embora ainda "uma presença enérgica no meio-campo que às vezes precisa ser reduzida", e às vezes exigindo a presença da experiente meio-campista Jill Scott no apoio, ela reforçou suas capacidades defensivas e disciplina para complementar seu excelente posicionamento e habilidade de jogo, em que ela também estava ficando mais segura.
Depois de marcar de longe contra o Birmingham novamente em janeiro de 2020, para uma vitória por 2 a 0, Keira Walsh assinou um novo contrato de três anos em 7 de fevereiro de 2020. 90min escreveu que isso foi um tanto surpreendente para os espectadores – considerando o longo mandato de Keira, o pedido de transferência anterior e a saída recente de Cushing do clube – mas que o City e seus torcedores receberiam bem sua decisão. No final da temporada, sua liderança e talento no meio-campo fizeram com que ela fosse descrita como "inigualável".

#### 2020–21
Considerada pelo Manchester Evening News como cada vez mais confiante em sua função, Keira foi considerada a jogadora-chave do City antes de sua tentativa de vencer a liga pela primeira vez desde a bem-sucedida campanha de 2016, após ser rebaixada retroativamente para o segundo lugar por pontos na temporada anterior. Keira começou sua pré-temporada de 2020-21 com o City marcando um gol na vitória por 6-0 antes de disputar, mas perder, o Women's FA Community Shield em sua primeira edição desde 2008.
Em novembro de 2020, Keira marcou o terceiro gol do City na vitória por 8-1 sobre o Bristol e, em março de 2021, ela marcou o único gol na 200ª internacionalização de Houghton, levando o City à nona vitória consecutiva na WSL. O técnico Gareth Taylor (que substituiu Cushing em 2020) brincou após a partida que Keira "estava ficando um pouco cansado de todo mundo perder chances", acrescentando que ela não precisava marcar gols, pois o clube reconhecia a importância de seu papel. O site GOAL opinou que, como seu papel muitas vezes não é celebrado, "um objetivo tão vital serviu para lembrar a todos da qualidade de Keira". No final de março, Houghton sofreu uma lesão que a manteve afastada por mais de um mês, e Keira assumiu a braçadeira como capitã do City. Ela também recebeu a braçadeira quando Ellen White foi substituída no jogo em casa das quartas de final da Liga dos Campeões contra o Barcelona, uma vitória por 2 a 1 que foi a única derrota do Barcelona no caminho para seu primeiro título da Liga dos Campeões. Keira também foi eleita a melhor jogadora da partida com o que foi descrito como "o desempenho completo do meio-campo", "às vezes sugerindo que [o Barcelona] é mortal, afinal". No jogo reverso, uma semana antes, o City sofreu sua pior derrota desde 2014, uma derrota por 0–3 que viu o Barcelona avançar no total.
No final de 2020, Keira ocupava a 62ª posição na lista do Offside Rule / The Guardian 's 100 melhores jogadoras de futebol do mundo. Para a temporada 2020-21, ela foi indicada para o prêmio de Jogadora Feminina da Inglaterra do Ano .

#### 2021–22
Keira foi uma das várias jogadoras lesionadas no início da temporada 2021–22, quando o Manchester City começou mal. Ela voltou a jogar em outubro de 2021 e, em novembro, marcou um chute poderoso contra o Leicester na entrada da área para colocar o City na frente, que foi selecionado para o gol do mês da WSL. Ausente novamente até janeiro de 2022, ela voltou com outras jogadoras para ajudar o City a uma vitória confortável sobre o Brighton em sua primeira partida do ano novo. A temporada então virou a seu favor, incluindo a conquista da Copa da Liga de 2022 em março. Mais tarde naquele mês, Keira fez sua 200ª partida pelo clube, tornando-se a segunda jogadora, depois de Houghton, a atingir o duplo século. Ela só descobriu que havia alcançado a marca após a partida, quando a companheira de equipe Janine Beckie lhe contou e reuniu o time para comemorar. De março a maio, o City manteve uma sequência de vitórias consecutivas, eventualmente perdendo por 2–3 na prorrogação na final da FA Cup de 2022 . Em maio, Keira foi indicada como Jogadora da Temporada do City, com o clube sentindo que ela havia "levado seu jogo a um novo nível" durante isso. O Manchester City sob o comando de Taylor, desde o início, mas particularmente na temporada 2021-22, jogou contra Keira de forma diferente; embora continuasse a ter uma das estatísticas de passes mais altas na WSL, suas métricas de passes, bem como "quase todas as suas métricas em torno do jogo de ataque", "caíram significativamente", pois ela foi encorajada a permanecer perto e principalmente passar para a defesa. O podcast The Offside Rule disse no início de julho de 2022 que essa mudança deixou Keira limitada em oportunidades de progredir no jogo e supérflua defensivamente, "com pouco o que fazer".
Contabilizando a temporada nacional e internacional, Keira foi classificada como a sexta melhor Jogadora Feminina do Ano da UEFA em 2021-22, e a terceira melhor Jogadora Feminina do Ano da Inglaterra em outubro de 2022. Mais tarde, em outubro, ela foi indicada para o prêmio de Jogadora Feminina do Ano da FSA .

#### 2022–23
Faltando um ano para o término de seu contrato com o City, Keira novamente atraiu o interesse de "vários clubes europeus importantes", incluindo Chelsea e Barcelona, após a temporada 2021-22. Durante o verão de 2022, vários membros importantes do time feminino do City saíram por transferência gratuita ou aposentadoria. Keira jogou duas partidas de qualificação para a Liga dos Campeões pelo City em agosto de 2022, como parte da pré-temporada 2022-23,  antes de deixar o clube para ingressar no Barcelona em setembro, após oito anos, oito troféus principais e 211 partidas, o número recorde conjunto de partidas pelo Manchester City (com Houghton) na época. Em postagem no Instagram, Keira escreveu: “Mesmo não jogando mais com a camisa, o City está no meu sangue e sempre estará”. Mais tarde, ela disse que não planejava deixar o City no verão de 2022, e por isso foi uma decisão difícil, mas que ela sentiu que era o momento certo para deixar sua zona de conforto.

### Barcelona

#### Transferência e 2022–23
Estimava-se que Keira se mudaria para a Espanha já em maio de 2022, mas ela ficou surpresa ao ser contatada pelo Barcelona em agosto. Embora o futebol feminino raramente cobrasse taxas de transferência, tanto o Chelsea quanto o Barcelona fizeram grandes ofertas ao Manchester City por ela. Tendo sido inspirada pelo Barcelona quando criança e seu pai lhe disse que ela deveria se esforçar para jogar por eles, Keira queria se juntar a este time. O Barcelona sentiu a necessidade de trazer reforços após a lesão da meia estrela Alexia Putellas e outras saídas, e fez várias ofertas. O diretor esportivo Markel Zubizarreta disse que não planejavam que Keira fosse uma substituta direta de Putellas, mas sim mais uma opção para o técnico Jonatan Giráldez, já que ela oferece um estilo de jogo diferente dos demais. Depois de uma longa busca de alto nível, a última oferta do Barcelona, cerca de £ 400.000 (até € 470.000 incluindo bônus), uma taxa recorde mundial, foi aceita pouco antes do prazo de transferência em 7 Setembro de 2022. Isso foi consideravelmente maior do que o recorde anterior de transferência feminina, estabelecido quando Pernille Harder foi transferida por £ 250.000 em 2020, e o recorde anterior de contratação de uma jogadora pelo Barcelona, estabelecido quando comprou Mapi León por € 50.000 em 2017. Keira disse que embora "o preço seja uma sensação agradável", ela prefere não ser o centro das atenções. Ela assinou com o Barcelona por três anos, juntando-se à companheira de equipe da Inglaterra Lucy Bronze, que também se mudou do City para o Barcelona em 2022.
No final de 2022, Keira estava perto do topo de vários rankings de futebol feminino,  incluindo o terceiro lugar no ranking IFFHS de Melhor Playmaker do Mundo Feminino e entrando no Top 10 da lista das 100 Melhores Mulheres jogadoras de futebol . No início de 2023, ela foi nomeada para o 2022 FIFPRO World 11 e ganhou o prêmio inaugural de Jogadora Internacional do Ano do Women's Football Awards, além de ser indicada como Melhor Jogadora Feminina da FIFA .
Embora tenha enfrentado pressão ao se adaptar ao papel especializado de número 6 no Barcelona, Keira "se sentiu muito melhor depois das férias de Natal"; a também meio-campista Patri Guijarro sentiu que elas jogaram juntas com fluidez desde o Natal e que Keira se adaptou "em tempo recorde". Cada vez mais confortável dentro do time, ela alcançou seu auge novamente. Uma parte fundamental da equipe desde o início da temporada 2022–23, Keira conquistou seu primeiro título com eles em janeiro de 2023 com a Supercopa de España de 2022–23 :  ela ajudou o Barcelona à vitória jogando tanto nas semifinais e, apesar de ter sido eliminada na prorrogação na semifinal devido a uma lesão, na final três dias depois, em 22 de janeiro. Nos jogos seguintes, ela descansou devido à lesão. Logo após seu retorno marcou seu primeiro gol pelo Barcelona, no dia 5 de fevereiro, contra o Real Betis, com um chute de fora da área.

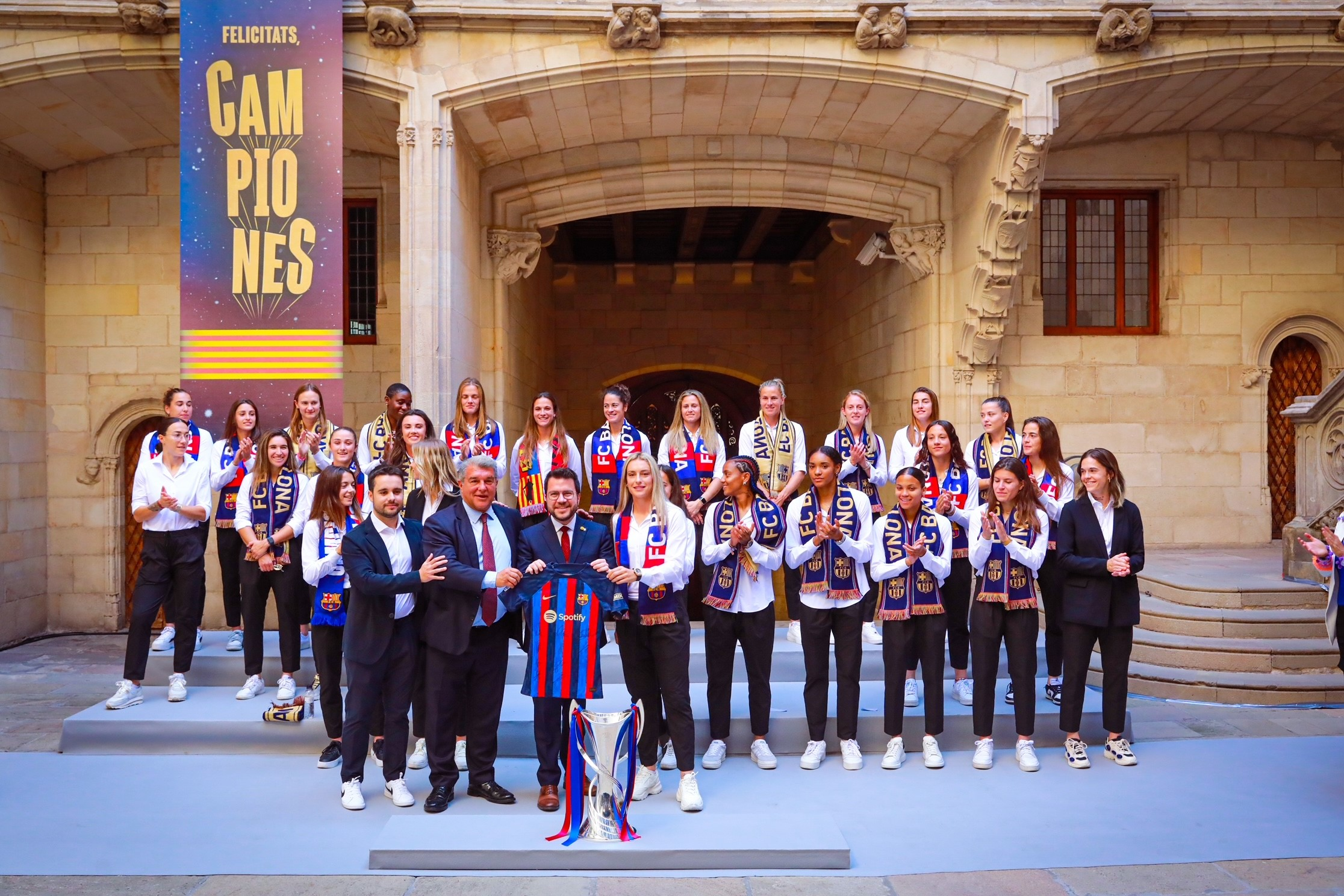
A equipe vencedora da Liga dos Campeões do Barcelona sendo recebida pelo presidente catalão em junho de 2023

Keira foi o diferencial do Barcelona na vitória fora de casa nas semifinais da Liga dos Campeões contra o Chelsea, disputando o que o Sport disse ter sido o seu melhor jogo pelo clube, no qual "mostrou aquela versão de pivô que caracteriza o estilo azulgrana ". Keira então se classificou para a final da Liga dos Campeões pela primeira vez depois que o Barcelona derrotou o Chelsea por 2–1 no total. Três dias depois, no dia 30 de abril, o time venceu o campeonato em casa faltando quatro partidas e um recorde de vitórias. Keira começou na final da Liga dos Campeões de 2023 e foi crucial para o Barcelona recuperar por 3-2 para vencer a Liga dos Campeões Feminina da UEFA de 2022-23 .

#### 2023–24
Keira perdeu o início da temporada 2023-24 do Barcelona devido a uma lesão prolongada, retornando em outubro de 2023. Utilizada como meia-atacante substituta em sua primeira partida de volta, ela deu uma assistência poucos minutos após entrar em campo. Ela então teve um início de temporada bem-sucedido, destacando-se em seu papel de pivô e regularmente fazendo parte do time, antes de marcar em jogos consecutivos nos últimos dois jogos do Barcelona em 2023. Ela marcou o único gol de jogo aberto na vitória por 2 a 0 na Liga F e o primeiro gol na vitória por 7 a 0 na fase de grupos da Liga dos Campeões, seu primeiro gol na Liga dos Campeões pelo clube, ambos dentro da área: El Periódico disse sobre o primeiro que Keira deve ter "afugentado alguns dos demônios que a acompanhavam toda vez que ela se aproximava da área".

## Estilo de jogo
Keira joga em times baseados na posse de bola. Ela normalmente é escalada como meio-campista 'número 6';  "não é uma meio-campista inglesa tradicional", tendo sido descrita como "construída nos moldes de uma meio-campista espanhola tradicional", seu jogo tem sido consistentemente comparado ao do Barcelona e Sergio Busquets, da Espanha. Como foi dito sobre Busquets, O Athletic escreveu que " Keira é uma daquelas jogadoras que você talvez não veja se assistir ao jogo - mas ao observá-la você vê o jogo." Como meio-campo, Keira normalmente define o ritmo das partidas que joga. Além da habilidade técnica, ela também é elogiada pela resistência e liderança,  e compostura com a bola.
Keira é estatisticamente uma das passadoras mais precisas do futebol mundial e joga com mais frequência com passes. Ela é capaz de executar uma grande variedade de passes igualmente em todas as distâncias e quando está sob pressão, e tem uma alta taxa de sucesso em passes longos até o terço final. Com sua consciência das habilidades de suas companheiras de equipe, Keira pode fazer passes longos com bom peso em direção ao espaço para as jogadoras correrem e se encontrarem bem.  Quando não passa muito tempo, Keira pode criar oportunidades para seus meio-campistas ofensivos; jogando ao lado de Georgia Stanway (pelo City e Inglaterra), ela pode jogar para Stanway para atacar, como pivô duplo, ou com suas posições trocadas. Keira também costuma dividir o campo com Lucy Bronze (pelo City, pela Inglaterra e pelo Barcelona). Embora Bronze seja geralmente lateral-direita, ela pode assumir uma posição de meio-campo para jogar junto com Keira. 
Geralmente não é um jogadora de ataque, Keira é capaz de atacar poderosamente à distância, mas, em vez disso, é normalmente fundamental na preparação do jogo de seu time. Tal como os médios espanhóis, Keira pode usar táticas de pausa em benefício da sua equipe, passando tempo com a bola antes de escolher um passe para tirar o adversário da posição ou determinar a melhor jogada.  Ela também pode disfarçar sua direção, fingir passes e fazer curvas completas para ultrapassar marcadores e criar espaço para si mesma.  Com suas varreduras frequentes do campo, Keira se abrirá para receber a bola em uma boa posição para manter a posse ou para usar seu primeiro toque (que muitas vezes ela fará com a parte externa do pé) para fugir da pressão.  Ela também é conhecida por distribuir bolas rapidamente, passando com precisão devido à sua consciência posicional. Como uma jogadora frequentemente altamente marcada pelas oponentes, Keira pode usar seus movimentos para "arrastar os oponentes" antes de passar para as aberturas que isso criou, usando sua forte visão e alcance. 
Quando não está com a bola, Keira pode ser vista ditando a direção do jogo e se movendo para apoiar as jogadoras com posse de bola.  Ela também pode fornecer cobertura defensiva, acompanhando os jogadoras adversárias para atrapalhar seu jogo quando elas têm a posse de bola e para permitir que suas companheiras de equipe tenham espaço para progredir no ataque quando elas estão com a bola. Keira é eficaz nas ações defensivas do meio-campo; mais probabilidade de interceptar do que atacar, sua taxa de sucesso em desarmes ainda é alta. Ela é confiável para interceptações e recuperação de situações de bola perdida, e apoio à linha de defesa. Ela recuará para apoiar quando elas estiverem defendendo e para atuar como substituta quando uma defensora avançar no ataque. Ao adquirir a bola durante as pressões adversárias, Keira pode interromper a pressão e mudar o jogo para uma sequência de ataque. 

## Na cultura popular
Tendo sido descrita como uma artista do jogo, imagens de algumas das habilidades de Keira com a bola se tornaram virais. Um passe de longo alcance que ela fez na SheBelieves Cup 2019, tirando oito jogadoras japonesas do jogo para dar a assistência, foi popular. Um clipe de Keira em um treino da Inglaterra em 2022, no qual ela marcou um gol solo depois de escapar criativamente das jogadoras do time adversário de cinco, também foi amplamente compartilhado, especialmente porque coincidiu com a busca de destaque do Barcelona por sua assinatura. Ela é apelidada de "Wonder Keira", em referência à música " Wonderwall ", que é comumente tocada nos jogos do Manchester City.
A mídia esportiva notou que a valorização das meio-campistas no futebol feminino cresceu significativamente após o trabalho "pioneiro" de Keira e de Oberdorf. O jornalista de futebol Julien Laurens disse no The Gab &amp; Juls Show em setembro de 2022 que Keira é "a melhor jogadora do mundo, para [ele]"; avaliada por vários especialistas como fundamental para a vitória da Inglaterra no Euro de 2022, e descrita na mídia como a heroína anônima do torneio e de sua equipe, outras jogadoras e a mídia reagiram com surpresa quando Keira não recebeu uma indicação para a Bola de Ouro Féminin em agosto de 2022. 
Em 2022, a empresa de ônibus Rosso, que opera entre Rochdale e Rossendale, deu ao ônibus o nome de Keira. Ela também recebeu a liberdade do bairro de Rochdale em 19 de outubro de 2022. Como parte da campanha "Where Greatness Is Made", uma placa em homenagem a Keira foi instalada no Blackburn Rovers.
A camisa que Keira usou na vitória do Manchester City na Copa da Liga de 2022 faz parte do acervo do Museu Nacional do Futebol. Foi exibida pela primeira vez de outubro a dezembro de 2022 como parte da exposição Crossing The Line: Game On, a segunda metade de seu foco no futebol feminino. Ela explicou que a partida marcou a reviravolta do City na temporada 2021-22, além de ser a Copa da Liga, que foi especial por ser o torneio de seu primeiro título profissional. Em novembro de 2022, o museu mudou brevemente sua mídia social para "Museu do Futebol Natural" depois que Keira os nomeou erroneamente em um vídeo para o Barcelona.
Keira escreveu colunas convidadas cobrindo a Copa do Mundo FIFA masculina de 2022 para o Evening Standard ; no jornal, ela criticou a FIFA por seguir em frente com o Catar como anfitrião, apesar de vários problemas, dizendo que foi "um retrocesso" que minou a igualdade.

## Vida pessoal
Keira é defensora do apoio à saúde mental e da quebra do estigma em torno da obtenção de ajuda. Ela tem um West Highland White Terrier chamado Narla, que ela diz que a ajuda a desligar. Em 2022, sua parceira era a companheira de equipe Lucy Bronze . Keira mantém boas amizades com as ex-companheiras de equipe juvenil Abbie McManus e Katie Zelem, e particularmente com Leah Williamson. Tendo evoluído em sua carreira no futebol internacional com Williamson, a dupla sendo convocada ao mesmo tempo do sub-15 para o time principal, elas se tornaram melhores amigas. Ela tem uma amizade próxima semelhante com Georgia Stanway, tendo passado por suas carreiras em clubes juntas até 2022.

## Estatísticas de carreira

### Clubes
- Atualizado até as participações de 20 de janeiro de 2024[284][285]

| Clube             | Temporada         | Liga              | Liga  | Liga | Cup   | Cup  | League Cup | League Cup | Europe | Europe | Other | Other | Total | Total |
| Clube             | Temporada         | Divisão           | Jogos | Gols | Jogos | Gols | Jogos      | Gols       | Jogos  | Gols   | Jogos | Gols  | Jogos | Gols  |
| ----------------- | ----------------- | ----------------- | ----- | ---- | ----- | ---- | ---------- | ---------- | ------ | ------ | ----- | ----- | ----- | ----- |
| Blackburn Rovers  | 2013–14           | WPL Northern      | 9     | 3    | 1     | 0    | 0          | 0          | —      | —      | 1     | 0     | 11    | 3     |
| Manchester City   | 2014              | WSL 1             | 7     | 0    | 0     | 0    | 1          | 0          | —      | —      | —     | —     | 8     | 0     |
| Manchester City   | 2015              | WSL 1             | 6     | 0    | 0     | 0    | 3          | 0          | —      | —      | —     | —     | 9     | 0     |
| Manchester City   | 2016              | WSL 1             | 8     | 0    | 0     | 0    | 4          | 0          | 4      | 1      | —     | —     | 16    | 1     |
| Manchester City   | 2017              | WSL 1             | 8     | 0    | 3     | 0    | —          | —          | 4      | 0      | —     | —     | 15    | 0     |
| Manchester City   | 2017–18           | WSL 1             | 18    | 0    | 1     | 0    | 6          | 0          | 8      | 0      | —     | —     | 33    | 0     |
| Manchester City   | 2018–19           | WSL               | 19    | 1    | 5     | 1    | 7          | 0          | 2      | 0      | —     | —     | 33    | 2     |
| Manchester City   | 2019–20           | WSL               | 14    | 2    | 5     | 0    | 5          | 0          | 4      | 0      | —     | —     | 28    | 2     |
| Manchester City   | 2020–21           | WSL               | 20    | 2    | 4     | 0    | 3          | 0          | 5      | 0      | 1     | 0     | 33    | 2     |
| Manchester City   | 2021–22           | WSL               | 18    | 1    | 10    | 0    | 6          | 0          | 0      | 0      | —     | —     | 34    | 1     |
| Manchester City   | 2022–23           | WSL               | 0     | 0    | 0     | 0    | 0          | 0          | 2      | 0      | —     | —     | 2     | 0     |
| Manchester City   | Total             | Total             | 118   | 6    | 28    | 1    | 35         | 0          | 29     | 1      | 1     | 0     | 211   | 8     |
| Barcelona         | 2022–23           | Liga F            | 26    | 1    | 1     | 0    | 2          | 0          | 9      | 0      | —     | —     | 38    | 1     |
| Barcelona         | 2023–24           | Liga F            | 9     | 1    | 1     | 0    | 2          | 0          | 4      | 1      | —     | —     | 16    | 2     |
| Barcelona         | Total             | Total             | 35    | 2    | 2     | 0    | 4          | 0          | 13     | 1      | 0     | 0     | 54    | 3     |
| Total da carreira | Total da carreira | Total da carreira | 162   | 11   | 31    | 1    | 39         | 0          | 42     | 2      | 2     | 0     | 276   | 14    |

1. 1 2  Soccerway statistics credit Walsh with the sixth goal (90+2') Manchester City scored against Tomiris-Turan on 18 August 2022;[285][287] the UEFA match report lists it as an own goal off keeper Aytaj Sharifova.[288] The Guardian match summary described it both as a Walsh goal and as "diverted in off" the keeper.[158]
2. ↑  Includes the Women's FA Cup and Copa de la Reina
3. ↑  Includes the Women's Premier League Cup, WSL Cup/Women's League Cup, and Supercopa de España
4. ↑  Includes the UEFA Women's Champions League
5. ↑  Other competitive appearances
6. ↑  Lancashire Women's Challenge Cup
7. ↑  Women's FA Community Shield

### Internacional
- Atualizado até participações de 5 de dezembro de 2023[285]

| Ano   | Inglaterra | Inglaterra | Grã Bretanha | Grã Bretanha |
| Ano   | Jogos      | Metas      | Jogos        | Metas        |
| ----- | ---------- | ---------- | ------------ | ------------ |
| 2017  | 1          | 0          | —            |              |
| 2018  | 8          | 0          | —            |              |
| 2019  | 17         | 0          | —            |              |
| 2020  | 3          | 0          | —            |              |
| 2021  | 5          | 0          | 3            | 0            |
| 2022  | 20         | 0          | —            |              |
| 2023  | 15         | 0          | —            |              |
| Total | 69         | 0          | 3            | 0            |

## Honras
Blackburn Rovers
- FA Girls' Youth Cup: vice-campeã 2013[249]
- Lancashire Women's Challenge Cup: vice-campeã em 2014[56]

Manchester City
- Superliga Feminina da FA : 2016
- Copa FA Feminina : 2016–17, 2018–19, 2019–20 ; vice-campeão: 2021–22
- Copa da Liga Feminina FA : 2014, 2016, 2018–19, 2021–22 ; vice-campeão: 2017–18

Barcelona
- Liga dos Campeões Feminina da UEFA : 2022–23
- Liga F : 2022–23
- Supercopa de Espanha Feminina : 2022–23, 2023–24

Inglaterra
- Vice-campeã da Copa do Mundo Feminina da FIFA : 2023[289]
- Campeonato Feminino da UEFA : 2022[290]
- Finalíssima Feminina : 2023[291]
- Copa SheBelieves : 2019[292]
- Copa Arnold Clark : 2022,[293] 2023[294]

Individual
- Jovem Esportista do Ano da Grande Manchester: 2008[32]
- Troféu de desempenho geral do Blackburn Rovers Girls' Center of Excellence: 2010[295]
- Prêmio de reconhecimento internacional do Blackburn Rovers Girls' Center of Excellence: 2010[295]
- Equipa do Torneio do Campeonato Feminino de Sub-17 da UEFA : 2014
- Prêmio Blackburn Rovers de Realização Especial: 2014[49]
- Estrela em ascensão feminina do Manchester City: 2014[103]
- Estrela em ascensão feminina do Northwest Football Awards: 2017[296][297]
- jogadora da temporada do clube de torcedores oficiais do Manchester City WFC: 2017–18[298]
- Equipa do Torneio do Campeonato Feminino da UEFA : 2022[299]
- Jogadora Feminina do Ano da Inglaterra : terceira em 2021–22[151]
- FIFA FIFPRO Feminino Mundial 11 : 2022,[300] 2023[301]
- Jogadora Internacional do Ano no Prêmio de Futebol Feminino: 2022[185]
- Liberdade do bairro de Rochdale (homenageado em 19 de outubro de 2022) [272][273][302]
- Liberdade da cidade de Londres (anunciada em 1 de agosto de 2022) [303]

Recordes
- jogadora mais jovem a iniciar uma partida como capitã da Inglaterra na era FA : -4 anos, 5 meses e 21 dias (4 de setembro de 2018)
- Jogadora de futebol feminino mais cara do mundo : ~ £ 400.000 (7 de setembro de 2022)